# Copernicus (cratera)

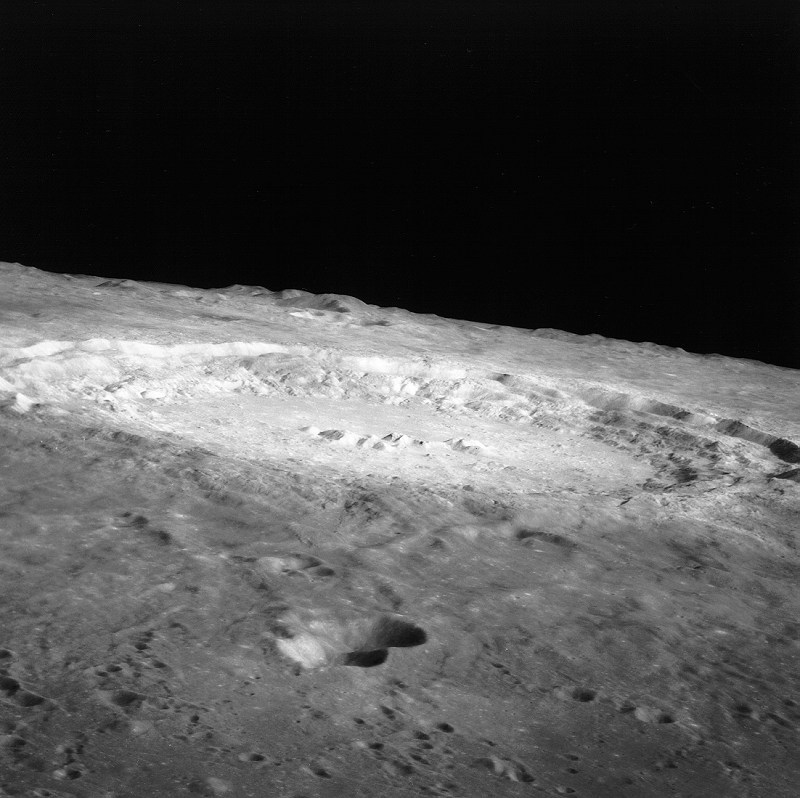
Copernicus vista da Apollo 12.

Copernicus é uma grande  cratera de impacto com 93 km de diâmetro e 3.8 km de profundidade, situada na região chamada de Oceanus Procellarum, na Lua. Ela tem estimados 800 milhões de anos de existência e é típica do período chamado de Copérnico, no qual estas crateras, ao serem criadas, possuíam um proeminente sistema de raios marcando a superfície ao redor, consistindo de fina ejecta expelida quando de sua formação sob o impacto de um objeto celeste.

## Características
A cratera Copernicus é visível da Terra através de binóculos e se localiza a noroeste do centro do hemisfério da face visível da Lua. Ao sul da mesma, encontra-se o Mare Insularum e a sul-sudoeste está a cratera Reinhold. Ao norte, erguem-se os Montes Carpatus, que demarcam o limite sul do vizinho Mare Imbrium. A oeste de Copernicus encontra-se um grupo de pequenas colinas lunares dispersas. Devido a sua relativa juventude em termos de astrogeologia, ela permanece na mesma forma primitiva em que foi formada.
Sua borda circular tem um forma notadamente hexagonal, com uma parede interna em camadas planas e um platô em declive com cerca de 30 km  de extensão, que desce quase 1 km até os 'mares' ao redor.
Devido em grande parte a sua formação recente, o chão da cratera não foi inundado de lava. O terreno ao longo do fundo dela é enrugado no sul e mais suave em direção ao norte. Os picos existentes em seu centro, consistem de tres cadeias separadas entre si, erguendo-se cerca de 1,2 km do solo. separadas umas das outras por vales. Observações através de raios infravermelhos destes montes durante os anos 80, determinaram que sua composição primária é do tipo máfico de olivina.

## Programa Apollo
No início da década de 1970, a NASA chegou a escolher a cratera Copernicus como um dos possíveis locais de pouso da nave Apollo 20, que levaria os astronautas Stuart Roosa, Jack Lousma e Don Lind à superfície da Lua. Posteriormente, contudo, um grupo optou por realizar o pouso na região lunar de Marius Hills. Esta seria a nona e última missão tripulada à Lua, segundo o cronograma original. Contudo, devido a cortes orçamentários, as três últimas missões tripuladas à Lua terminaram canceladas.